# Veronika Varga
Pour les articles homonymes, voir Varga.
Veronika Varga, née le 10 juin 1969 à Budapest, et morte le 30 septembre 2023 à Paris 14e, est une actrice franco-hongroise.

## Biographie

### Enfance et formation
Élève de l’école de musique de Budapest, Veronika Varga commence par chanter dans un groupe de rock alternatif : A Cég. Mais elle se passionne très tôt pour le théâtre et le cinéma. Après avoir décroché son baccalauréat littéraire, elle quitte la Hongrie pour intégrer le Conservatoire royal de Bruxelles. Elle entre ensuite au Conservatoire national supérieur d'art dramatique de Paris.

### Carrière
Son interprétation du rôle-titre d’Émilie Muller, le court-métrage d'Yvon Marciano, considéré comme l'un des plus marquants des années 1990, lui vaut une notoriété. Veronika Varga obtient ensuite le premier rôle féminin auprès de Philippe Noiret dans Le Roi de Paris de Dominique Maillet. Sa carrière au cinéma se poursuit dans différents films, notamment dans Le Serpent d'Éric Barbier, mais aussi à la télévision dans L'Enfant des terres blondes d'Édouard Niermans avec Jean Yanne, Maigret avec son complice et ami Bruno Cremer ou encore dans La Mauvaise Rencontre de Josée Dayan.
Mais Veronika Varga n’abandonne pas  le théâtre, son premier amour professionnel. Elle est d’ailleurs saluée par la critique pour son jeu  dans Solomonie la possédée de Gilbert Lely mis en scène par Christian Rist, puis dans Phèdre également mis en scène par Rist. Sur les planches, on la retrouve encore sous la direction notamment d'Irina Brook, Jean-Pierre Vincent, Christophe Perton ou Jean-François Peyret. Au début de l’année 2018, elle joue dans Les Soldats de Jacob Lenz, mis en scène par Anne-Laure Liégeois, en tournée en France avant d'être à l'affiche de plusieurs productions en France et en Hongrie.

### Mort
Veronika Varga meurt le 30 septembre 2023 à Paris 14e, à l'âge de 54 ans.

## Théâtre
- 1991 : Gosse de merde, mise en scène Isabelle Quadens, théâtre le Nain jaune (Bruxelles)
- 1993 : Le Premier d'Israel Horovitz, mise en scène Christophe Reymond, théâtre Trévise
- 1996 : Solomonie la Possédée de Gilbert Lely, mise en scène Christian Rist[4]
- 1997 : Karl Marx - Théâtre inédit, mise en scène Jean-Pierre Vincent, théâtre des Amandiers-Nanterre
- 1998 : Après la répétition, mise en scène Louis-Do de Lencquesaing
- 1998 : Un Faust - Histoire naturelle, mise en scène Jean-François Peyret
- 1999 : La Chair Empoisonnée, mise en scène Christophe Perron
- 2001 : Hommage à André Malraux, mise en scène Marcel Bozonnet
- 2001-2003 : Phèdre, mise en scène Christian Rist[5], tournée en France et au Maroc
- 2004-2005 : Le Pont de San Luis Rey d’après Thornton Wilder, mise en scène Irina Brook, théâtre Vidy (création)
- 2018 : Les Soldats de Jakob Lenz, mise en scène Anne-Laure Liégeois[6]

## Filmographie partielle

### Cinéma
- 1987 : Laura de Géza Böszörményi
- 1987 : Moziclip de Peter Timar
- 1994 : Émilie Muller d'Yvon Marciano  (court métrage)[7] : Émilie Muller
- 1995 : Le Roi de Paris de Dominique Maillet : Lisa Lanka
- 1996 : Mademoiselle Justine de Julien Cuniera (court-métrage)
- 1999 : L'Âme sœur d'Olivier Chrétien  (court-métrage)
- 2005 : La Maison de Nina de Richard Dembo : la fausse mère
- 2006 : Le Serpent d'Éric Barbier : Catherine
- 2012 : Les Horizons perdus d'Arnaud Khayadjanian  (court métrage) : Zsuzsanna
- 2013 : Viva la libertà de Roberto Andò
- 2015 : Les Galons du sergent d'Emmanuelle Cuau (court métrage)
- 2019 : A Call to Spy de Lydia Dean Pitcher
- 2019 : Renaissance (Újjászületés) de Linda Dombrosky (court métrage) : la nurse
- 2019 : Neptune 2030 de Pierre Lazarus - (court métrage)
- 2019: Those Who Remained (Akik maradtak) [8](titre international) de Barnabás Tóth : Vidákné
- 2020 : Petit Pays d'Éric Barbier : Mme Economopoulos
- 2020 : Les Trous noirs de Pierre Lazarus (court métrage)
- 2021 :  Garbage Theory (Ürpiknik) d'Ákos Badits : Andrea
- 2021 : Àtjàròhàz d'Isti Madaràsz : Juli
- 2021 : Simone, le voyage du siècle d'Olivier Dahan : Olga

### Télévision
- 1994 : Un air de liberté d'Éric Barbier[9]
- 1995 : Les Mots qui déchirent de Marco Pauly : Isabella
- 1998 : L'Histoire du samedi : L'Enfant des terres blondes d'Édouard Niermans : Hélène
- 1999 : Maigret, épisode Un meurtre de première classe de Christian de Chalonge : Catherine Frankel
- 2011 : La Mauvaise Rencontre de Josée Dayan : Anna
- 2019: The Witcher d'Alik Shakharov

#### Doublage

##### Cinéma

###### Films
- 1999 : Eyes Wide Shut : Domino (Vinessa Shaw)